# Pyxicephalus
Pyxicephalus és un gènere de granotes de la família dels rànids que es troba a l'Àfrica subsahariana.

## Taxonomia
- Pyxicephalus adspersus (Tschudi, 1838)
- Pyxicephalus edulis (Peters, 1854)
- Pyxicephalus obbianus (Calabresi, 1927)